# Berghöna
Berghöna (Alectoris chukar) är en hönsfågel i familjen fasanfåglar som förekommer i västra Asien och allra östligaste Europa men som också är inplanterad på flera ställen runt om i världen.

## Utseende
Berghönan tillhör en grupp med närbesläktade och mycket likartade hönsfåglar i släktet Alectoris som avlöser varandra geografiskt, i Europa representerade i övrigt av stenhöna (Alectoris graeca), rödhöna (Alectoris rufa) och klipphöna (Alectoris barbara). Alla är 32–36 centimeter långa satta fåglar med ljust ansikte, någon form av ansiktsmask och mörkt halsband. De har även röda fötter, grått bröst, rostbeige buk, lodrätt randiga flanker samt rostfärgade yttre stjärtpennor som kontrasterar mot brungrå rygg och övergump.
De är alla sällskapliga men vaksamma och springer helst undan vid störning. Flykten är låg med snabba vingslag och stela glid.
Berghönan är mest lik stenhönan, men skiljer sig från denna genom gulaktig haklapp istället för vit, inget svart innanför fästet på övernäbben, brett och diffust ögonbrynsstreck (smalt och skarpt på stenhönan) och ett brunt streck bakåt från ögat.

## Läten
Berghönans revirläte är en varierad rytmisk hes ramsa i galopptakt, exempelvis "ga ga ga ga ga tja-tjackera-tjackera-tjackera...".

## Utbredning och systematik
Berghönan avlöser stenhönan österut och förekommer från östra Medelhavsområdet österut till Mongoliet. Den häckar på steniga alpsluttningar ovan trädgränsen men även på lägre nivå i odlingsbygd och i ökenartade bergstrakter. Den delas in i hela 14 underarter med följande utbredning:
- Alectoris chukar cypriotes (inklusive kleini) – sydöstra Bulgarien till södra Syrien, Kreta, Rhodos och Cypern
- Alectoris chukar sinaica – norra Syriska öknen söderut till Sinaihalvön
- Alectoris chukar kurdestanica – bergstrakter från Kaukasus till Iran
- Alectoris chukar werae – östra Irak och sydvästra Iran
- Alectoris chukar koroviakovi (inklusive shestoperovi) – Iran till Pakistan
- Alectoris chukar subpallida – Tadzjikistan (Kyzyl Kum- och Kara Kum-bergen)
- Alectoris chukar falki – norra och centrala Afghanistan till Pamir och västra Kina (västra Xinjiang)
- Alectoris chukar dzungarica – nordvästra Mongoliet till ryska Altaj och östra Tibet
- Alectoris chukar pallescens – nordöstra Afghanistan till Ladakh och västra Tibet
- Alectoris chukar pallida – nordvästra Kina (Tarimbäckenet i västra Xinjiang)
- Alectoris chukar fallax – nordvästra Kina (östra och södra Tien Shan-bergen i Xinjiang)
- Alectoris chukar chukar – östra Afghanistan till östra Nepal
- Alectoris chukar pubescens – Inre Mongoliet till nordvästra Sichuan och östra Qinghai
- Alectoris chukar potanini – västra Mongoliet

Umderarten fallax inkluderas ofta i pallida.

Berghönans ungefärliga naturliga utbredning i grönt.

Arten har inplanterade mer eller mindre självuppehållande bestånd i Norge, Frankrike, Spanien, Portugal, Tyskland, Italien, Nordmakedonien, Bahrain, Sydafrika och Nya Zeeland samt på öarna Sankta Helena, Ascension, Tristan da Cunha och i ögruppen Hawaiiöarna.

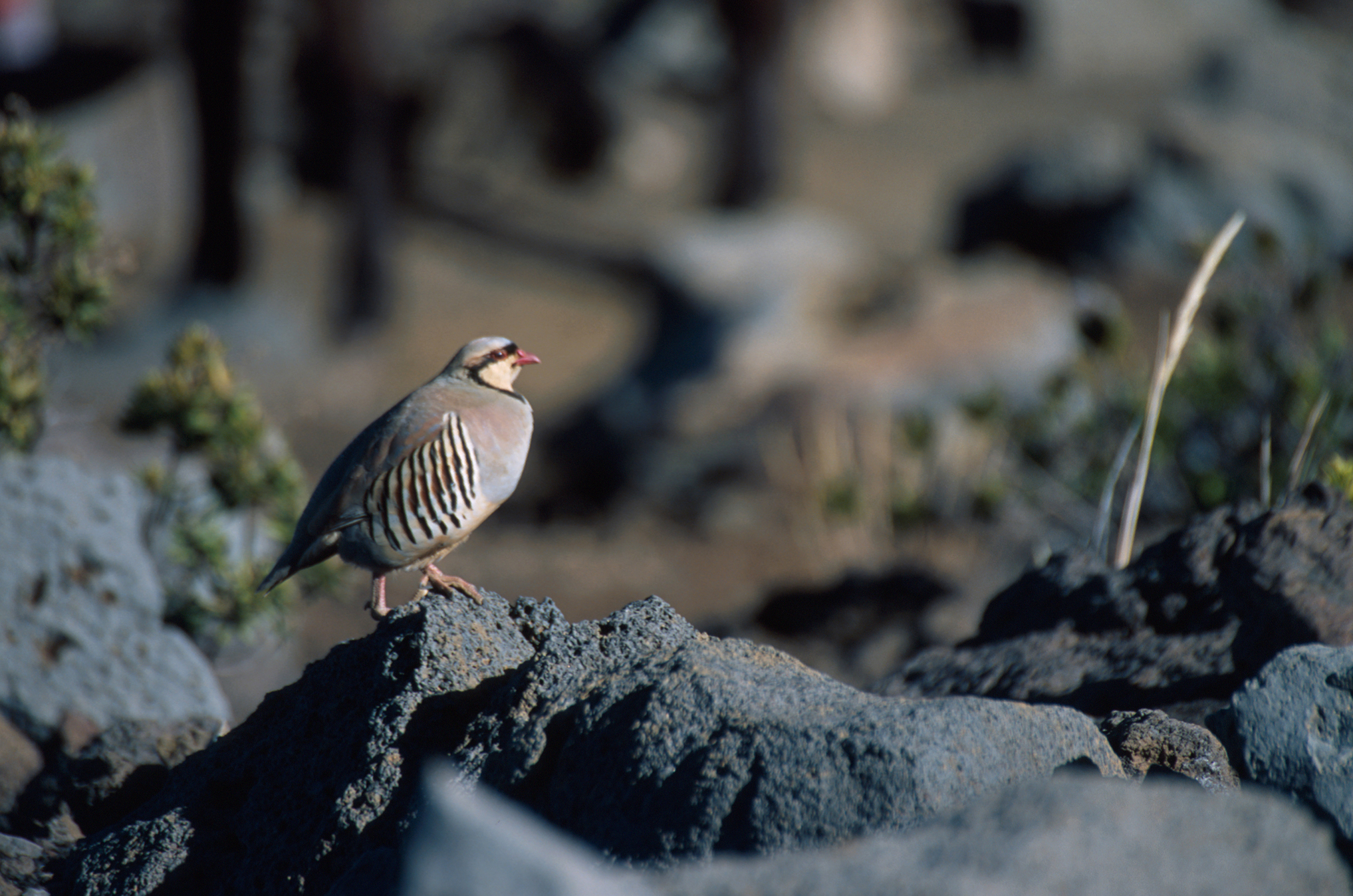
Berghöna fotograferad i Hawaii.

Fynd har gjorts i Sverige,, men det anses inte sannolikt att den nått landet på naturlig väg.

## Ekologi
Berghönam förekommer i liknande miljö som sin nära släkting stenhönan, det vill säga sydvända steniga bergssluttningar med låg växtlighet, men finns även på lägre nivå vid odlingar, impedimentmark och betesområden. I Medelhavsområdet lägger den sina sju till tolv ägg mellan mitten av april och maj, i en uppskrapad grop ibland fodrad med gräs eller löv. Den lever av insekter och växter som rötter, grässkott, säd, löv, knoppar, blommor och bär.

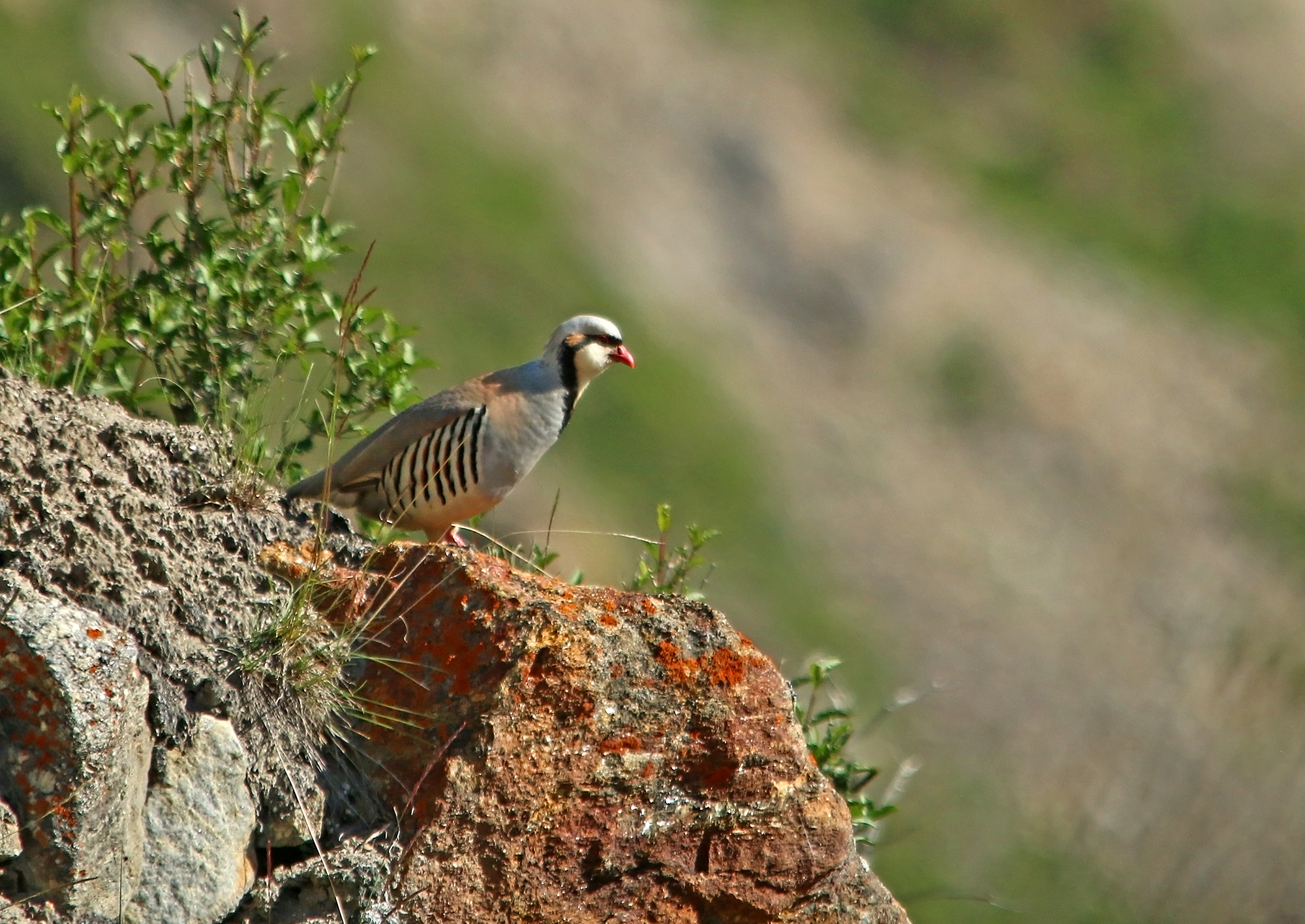
Berghöna i Pakistan.

## Status och hot
Arten har ett stort utbredningsområde och en stor population med stabil utveckling. Utifrån dessa kriterier kategoriserar IUCN arten som livskraftig (LC). Fågelns världspopulation har tidigare uppskattats till två miljoner individer, men med tanke på att antalet häckande par enbart i Europa, som endast utgör 10% av utbredningsområdet, uppgår till hela 488.000-1.680.000 är det totala antalet individer troligtvis mycket högre.

## Namn
Fågelns vetenskapliga artnamn kommer från ljudhärmande Chukor, fågelns namn på Hindi.

## I kulturen
Berghönan är nationalfågel i både Irak och Pakistan.